# Guillermo Saul Romero
Guillermo Saúl Romero (ur. 7 maja 1992) – argentyński zapaśnik walczący w stylu klasycznym. Zajął dwunaste miejsce na mistrzostwach panamerykańskich w 2013. Siódmy na igrzyskach Ameryki Południowej w 2014. Brązowy medalista mistrzostw Ameryki Południowej w 2012 i 2013 roku.